# Enterite clostridiale necrotizzante
L'Enterite clostridiale necrotizzante è spesso di tipo fatale da Intossicazione alimentare causata da β-tossina del Clostridium perfringens, di tipo C. Accade in alcuni paesi in via di sviluppo, ma è stata documentata anche in Germania in seguito alla seconda guerra mondiale. La tossina è normalmente inattivata da alcuni enzimi proteolitici e dal normale processo di cottura, ma quando non sono possibili questi mezzi di protezione, la patologia emerge.

## Eziologia
Tutti i fattori che causano generalmente l'enterite clostridiale necrotizzante sono presenti solo negli hinterlands della Nuova Guinea e zone dell'Africa, America Latina, e Asia. Questi fattori includono deprivazione proteica (che causa inadeguata sintesi dell'enzima tripsin proteasi, al quale la tossina è molto sensibile), scarsa igiene nell'alimentazione, episodici pasti a base di carne, diete di base che contengono inibitori della tripsina (patata dolce), e da infezione di parassiti Ascaridi che producono un inibitore della tripsina. In Nuova Guinea, la malattia di solito si sviluppa attraverso ingestione di carni contaminate (soprattutto di maiale) e, forse, per le arachidi.

## Aspetti clinici
L'enterite clostridiale necrotizzante è un'infiammazione necrotizzante dell'intestino tenue (soprattutto nel digiuno ma anche nell'ileo). I risultati clinici possono variare da diarrea lieve a una sequenza pericolosa per la vita costituita da forti dolori addominali, vomito, feci con sangue, ulcere del piccolo intestino con perdite (perforazione) nella cavità peritoneale e possibile morte nell'arco di un singolo giorno a causa di una peritonite. Molti pazienti presentano meteorismo.  Il trattamento prevede la soppressione degli organismi produttori di tossine con antibiotici come la penicillina G o metronidazolo. Circa la metà dei pazienti gravi richiedono un intervento chirurgico per rimediare alla perforazione, o per la persistente ostruzione intestinale, o per mancata risposta agli antibiotici. Un vaccino tossoide sperimentale è stato utilizzato con successo in alcuni paesi in via di sviluppo, ma non è disponibile al di fuori della sperimentazione clinica.

## Altre tossiemie clostridiali
- Pazienti con leucemia, o malati di cancro che effettuano chemioterapia e altri che soffrono di carenza di globuli bianchi (neutropenia) possono avere una sindrome simile, neutropenia enterocolitica, in cui il cieco è bersagliato dal Clostridium septicum allo stesso modo.
- In unità di Terapia intensiva neonatale, la sindrome dell'enterocolite necrotizzante neonatale può essere causata in modo simile dal C. perfringens, C. butyricum, e C. difficile, ma non è ancora stato provato.